# Salida de la Tierra

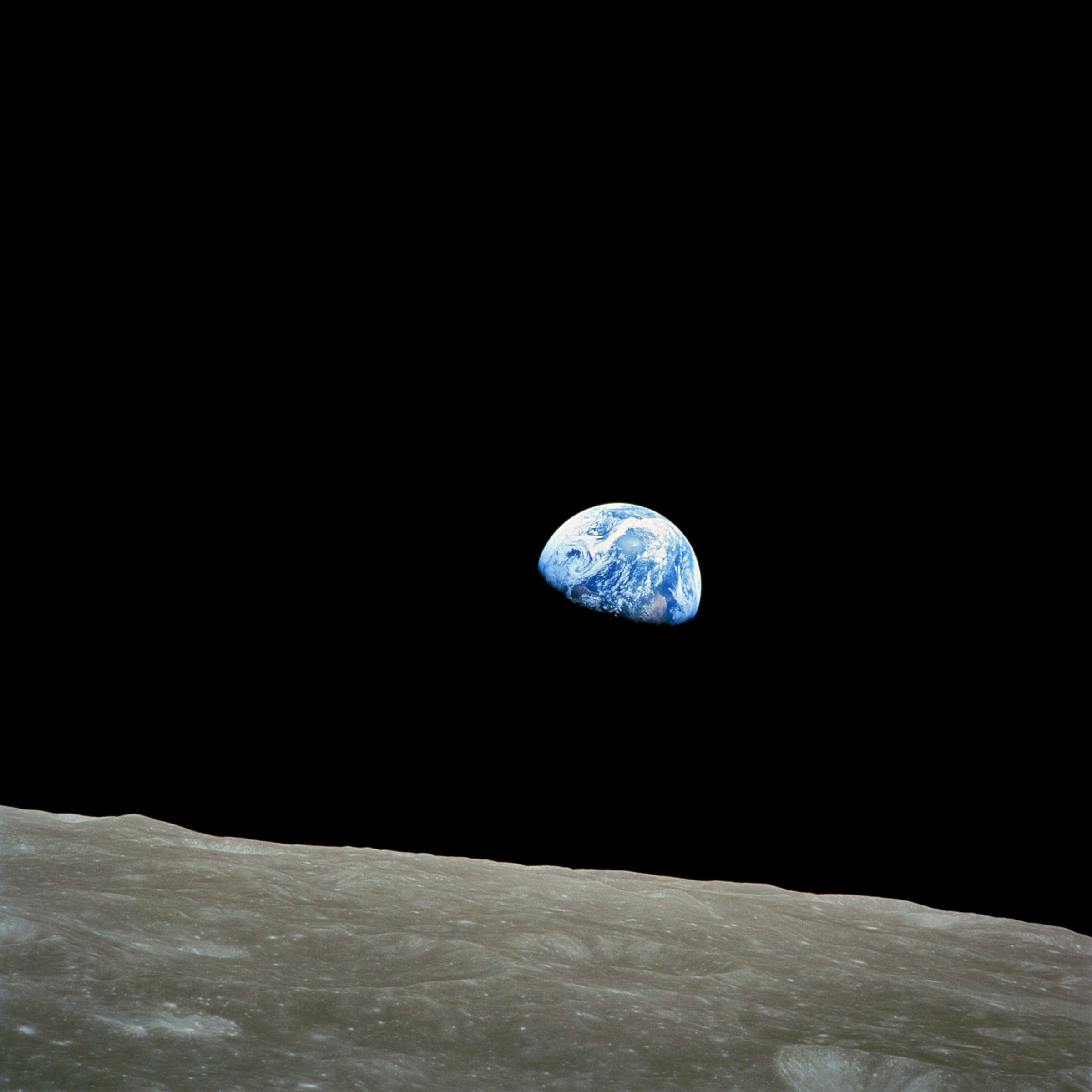
Fotografía Salida de la Tierra

Salida de la Tierra (Earthrise en inglés) es el nombre dado a la fotografía de la NASA AS8-14-2383HR tomada por William Anders durante la misión del Apolo 8 a la Luna el 24 de diciembre de 1968, a las 75 h y 49 m de misión (aproximadamente las 16:40 UTC). En ella se ve la Tierra parcialmente en la sombra, en un primer plano de la superficie lunar. El Apolo 8 no alunizó; esta fotografía fue tomada desde la órbita lunar.

## Repercusión
En 2003, la revista Life la catalogó entre las "100 fotografías que cambiaron el mundo". Según Life: "Tomada en Nochebuena de 1968, cerca del final de uno de los más tumultuosos años que los EEUU habían conocido jamás, la fotografía Earthrise inspiró la contemplación de nuestra frágil existencia y de nuestro sitio en el cosmos."